# Maria Kristin Yulianti
Maria Kristin Yulianti (Tuban, 2 giugno 1985) è una giocatrice di badminton indonesiana, vincitrice della medaglia di bronzo ai Giochi olimpici di Pechino 2008, nel singolo.

## Palmarès
- Giochi olimpici

Pechino 2008: bronzo nel singolo.